# Yemessomo
Yemessomo est l'un des quatre groupements de l'arrondissement d'Awaé, dans le département de la Méfou-et-Afamba et la Région du Centre au Cameroun. C'est une chefferie du 2e degré. Le groupement compte 6 localités dirigées par les chefs du 3e degré : Koukounou, Mbadoumou, Momebelenga I,  Momebelenga II, Nkol Ngok et Zili.

## Population
En 1963 le groupement comptait 896 habitants, principalement des Mvele – dont la langue est le bebele ou mvele. Son territoire s'étendait sur 57,6 km2. La densité était alors de 15,5 habitants/km2.
Lors du recensement de 2005, on y a dénombré 1 149 personnes.

## Description
Il est situé à environ 40 km de Yaoundé passant par Elat (Nkolafamba), environ 20 km passant par Nkolfoulou, environ 25 km passant par Soa. Ce village n'est pas très loin de Yaoundé mais l'état des routes n'est pas favorable car elles ne sont pas bitumées. Il est très pénible de s'y rendre en saison de pluie ce qui le rend un peu enclavé. Il compte environ 2 200 habitants, car c'est un tout petit village et l'exode rural le rend de plus en plus dépeuplé. Il n'est pas encore électrifié et ne dispose pas d'adduction en eau potable réelle. Le réseau de téléphonie mobile est disponible par endroits, des pylônes doivent y être installés, mais le projet est encore en cours. Les rivières Afamba et Zui fixent les limites du groupement. On y pêche souvent du poisson d'eau douce. Le groupement Yemessomo a pour chef-lieu Momebelenga I, dont sa majesté Ateba Ondoa Apollinaire est le chef de 2e degré, sur le trône depuis 1958.

## Économie et environnement
Ce village a une terre très fertile favorisant sa diversité naturelle rendant ainsi les cultures et les récoltes favorables. Comme culture on y retrouve le manioc, le cacao, le maïs, la tomate, le macabo, la patate douce, les noix de palme, le concombre, le melon, le piment (vert, rouge, jaune), le plantain, la banane plantain, les arachides. On y retrouve aussi beaucoup d'arbres fruitiers et fruits dont des ananas, manguiers, papayers, corossoliers, avocatiers, safoutiers.
Sa forêt encore presque vierge dispose plusieurs variétés d'arbres dont le moabi, baobab, bubinga et bien d'autres espèces.
En somme, Yemessomo est un petit village qui a besoin d'être découvert pour sa diversité naturelle mais aussi pour le tourisme pour les amoureux de la nature. Ainsi il saura peu à peu se développer. Son sous-sol n'a jamais été exploité, mais dispose de beaucoup de ressources naturelles